# Kelly Osbourne
Kelly Michelle Lee Osbourne (Westminster, Londres, 27 de octubre de 1984) es una cantante y actriz británica. Kelly conoció la fama en el reality show de MTV The Osbournes, un programa basado en su famosa familia.

## Primeros años
Osbourne nació en Westminster, Londres. Tiene una hermana mayor, Aimee, y un hermano menor, Jack. Del primer matrimonio de Ozzy, también tiene dos medio hermanos: Jessica Hobbs y Louis John Osbourne. Tuvo un hermano "adoptado" no oficial, Robert Marcato, a quien Sharon y Ozzy cuidaron cuando la madre de Marcato falleció. Kelly creció viajando con su padre mientras estaba de gira, y vivió en más de 20 casas, la mayoría en Estados Unidos, como también en Reino Unido. Su abuelo materno fue Don Arden (Harry Levy), un mánager musical británico. Su madre es irlandesa, de ascendencia judía.
Osbourne asistió a escuelas privadas en el Reino Unido incluyendo el colegio solo para niñas Pipers Corner.

## Carrera musical

### Shut Up! y Changes
Su álbum debut Shut Up! fue lanzado en 2002 con un éxito moderado, incluyendo un cover de la canción de Madonna Papa Don't Preach. El álbum debutó en el N.º 1 de la lista Billboard Heatseekers, y el sencillo "Shut Up" llegó a la posición #101 en Estados Unidos, impidiendo así su entrada en la Billboard Hot 100. El disco vendió menos de 100.000 copias a nivel mundial, recibió malas críticas y no despertó mucho interés, por lo que en 2003 Kelly abandonó Epic Records.

### Sleeping in the Nothing
El álbum Sleeping in the nothing debutó en el puesto 117 de la lista Billboard Top 200 vendiendo menos de 9000 copias a nivel mundial, convirtiéndose en el segundo peor fracaso de la historia. Sleeping in the Nothing marcó la transición de Kelly, pasando del rock de los ochenta al dance-pop. Fue coescrito y producido por la famosa compositora y miembro de 4 Non Blondes, Linda Perry.
El primer corte del álbum, «One Word», llegó al puesto 1 en tres Billboard dance Rankings. Kelly Osbourne se convirtió en la primera artista en la historia del ranking Billboard en posicionar tres temas durante la misma semana. Sin embargo, no fue suficiente para mantener el interés del público en su música, por lo cual se retiró sin lanzar otro sencillo más.
El álbum no estuvo exento de polémica, debido a una marcada alteración de la carátula, en donde Osbourne aparecía notablemente delgada. La imagen enojó a muchos de sus fanes, ya que ella había reiterado que se sentía feliz con su talla y que no cambiaría por nada ni nadie.
Otra controversia atravesó «One Word», cuando acusaron de plagio a la letra de la canción por parte del tema de Visage, «Fade To Grey». Billy Currie, coescritor de «Fade To Grey», acusó a la escritora de «One Word» (Linda Perry) por violar derechos de autor, por abuso, y por tener conversaciones con los otros dos compositores del tema (Midge Ure y Chris Payne) para iniciar acciones legales; pero el inconveniente fue rápidamente subsanado después de que Perry estuviera de acuerdo en pagar los derechos de autor por cada sencillo vendido.

## Carrera actoral
Kelly hizo su debut como actriz con un papel estelar el 7 de octubre de 2004 en el drama adolescente de la ABC, Diario adolescente interpretando a Deborah Beatrice Tynan.
En 2012, interpretó el papel de Becky en Peligrosamente infiltrada, actuando junto a Miley Cyrus, protagonista de la misma.

## Vida personal
En enero de 2022, hizo pública su relación con el DJ de la banda Slipknot, Sid Wilson. El 12 de mayo de ese año, anunció embarazo y el 6 de noviembre, nació Sidney. El 5 de julio de 2025, se comprometieron en Villa Park; en el concierto de despedida de Black Sabbath.

## Moda

### Stiletto Killers
En 2004, Kelly lanzó su propia línea de ropa Stiletto Killers con su amiga Ali Barone. Stiletto Killers es una línea de moda roquera con emblemas tipo cartoon y frases punk. También hubo una rama más sofisticada de Stiletto Killers llamada The SK Collection. La marca cerró en abril de 2006.

### Fashion Police
Desde el 10 de septiembre de 2010, Kelly comenzó a trabajar en el programa de televisión estadounidense de la cadena E! Entertainment Television, junto a Joan Rivers, Giuliana Rancic y George Kotsiopoulos quienes se dedican a comentar las vestimentas de las celebridades en las diferentes alfombras rojas importantes de Hollywood (Premios Óscar, Premios Grammy, Premios Globo de Oro, etc.). Además suelen invitar a famosos para que los acompañen en uno de los segmentos del programa y comenten con ellos.

## Discografía

### Álbumes
- 2002: Shut Up!
- 2003: Changes
- 2005: Sleeping In The Nothing

### Sencillos
- «Papa Don't Preach» (Shut Up!)
- «Shut Up!» (Shut Up!)
- «Changes» (Changes)
- «Come Dig Me Out» (Changes)
- «One Word» (Sleeping In The Nothing)
- «One Word (Chris Cox Remix)»
- «Redlight»